# Lew Alexandrowitsch Soskin
Lew Alexandrowitsch Soskin (russisch Лев Александрович Соскин, wiss. Transliteration Lev Aleksandrovič Soskin, auch Leo Alexandrowitsch Soskin; * 1934) ist ein russischer Architekt und Hochschullehrer.

## Leben
Lew Alexandrowitsch Soskin studierte am Ural-Polytechnikum in Swerdlowsk. Von 1959 bis 1964 war er in Swerdlowsk tätig, darunter auch für das Swerdlowsker Projektierungsinstitut für ziviles Bauen und Stadtplanung (russisch Свердоблпроект).
Von 1964 bis 1967 war Soskin Chefarchitekt des „Kaliningrader Projektierungsinstituts für ziviles Bauen und die Planung und Errichtung von Städten und Siedlungen“ (Kaliningradgraschdanprojekt; russisch Калининградгражданпроект). Der Sportpalast „Junost“ (russisch Юность; deutsch: Jugend) in Kaliningrad wurde nach Entwürfen Soskins erbaut.
Soskin befürwortete ebenso wie auch Wladimir Wassiljewitsch Chodakowski eine Rekonstruktion des Königsberger Schlosses.
Von 1967 bis 1971 war er am Minsker Projektierungsinstitut für ziviles Bauen und Stadtplanung (russisch Минскпроект) tätig. Seit 1971 lebt er in Moskau. Er war Professor an der Internationalen Akademie für Architektur.